# 빅토르 린델뢰프
빅토르 외르겐 닐손 린델뢰프(스웨덴어: Victor Jörgen Nilsson Lindelöf, 1994년 7월 17일 ~ )는 스웨덴의 축구 선수다.

## 클럽 경력
2009년 베스테로스 SK에서 프로 데뷔한 린델뢰프는 2012년부터 SL 벤피카에서 이적하여 1,2군을 번갈아 지내다가 2015-16 시즌부터 1군 무대를 소화했다. 그리고, 2016-2017 시즌 벤피카에서 총 47경기에 출전했으며, 포르투갈 프리메이라리가 32경기에 나서 1골을 넣으며 벤피카의 리그 4연패에 일조했다.
2017년 6월 10일, 맨체스터 유나이티드는 벤피카와 이적에 합의를 했고 현재 메디컬 테스트와 국제 이적 허가, 세부 사항 조율만 남겨놨다고 전했고 추후에 추가 발표를 하겠다고 전했고 4일 뒤인 2017년 6월 14일, 맨체스터 유나이티드는 린델뢰프와 이적료는 3500만 유로이며 보너스 1000만 유로에다 계약 기간은 '4+1'년을 맺고, 영입을 공식 발표하였다.
이로써 린델뢰프는 이적료 3100만 파운드(약 443억원)를 기록하여, 지난 2002년 리오 퍼디낸드의 이적료 2910만 파운드(약 416억원) 이후, 맨유가 영입한 가장 비싼 수비수로 기록을 남겼다.
린델로프는 2017년 10월 14일(한국시각)에 리버풀과의 리그 8라운드 경기에서 경기 종료를 앞두고 교체 투입되어 EPL 데뷔전을 치렀다.
그 이후, 2017년 10월 21일(한국시각)에 EPL 9라운드 허더즈필드 경기에서 전반 22분에 부상당한 필 존스를 대신하여 교체 투입되어 경기를 치렀는데 결정적인 실수를 저질러 결국 1-2 패배의 원흉이 되었다. 경기 후, 평점 3점으로 최하점을 받았다.
하지만, 2017년 11월 26일 0시(한국시간) 잉글랜드 맨체스터에 위치한 올드 트래포드에서 열린 2017-18 잉글리시 프리미어리그(EPL) 13라운드 브라이튼 앤 호브 알비온과 홈 경기에서 안정적인 수비력을 과시하며 맨유의 무실점을 이끌어냈고, 1-0 승리를 거두었다. 이 날 경기 후, 린델로프는 안정적인 수비력으로 경기 최우수선수(MOM)로 선정됐다.
그 이후, 2018-19 시즌에는 소속팀 맨유에서 12경기 중 10번의 선발로 나서며 조세 무리뉴 감독의 신뢰를 얻고 있으며, 2018년 11월 13일(한국시간)에 2018년 스웨덴 올해의 선수에 선정됐다.

## 경력 통계

### 클럽
2024년 12월 19일 기준
| 클럽                | 시즌      | 리그           | 리그 | 리그 | 내셔널 컵 | 내셔널 컵 | 리그 컵 | 리그 컵 | 대륙 | 대륙 | 기타 | 기타 | 합계 | 합계 |
| 클럽                | 시즌      | 리그           | 출장 | 득점 | 출장      | 득점      | 출장    | 득점    | 출장 | 득점 | 출장 | 득점 | 출장 | 득점 |
| ------------------- | --------- | -------------- | ---- | ---- | --------- | --------- | ------- | ------- | ---- | ---- | ---- | ---- | ---- | ---- |
| 베스테로스 SK       | 2010      | 디비전 1       | 1    | 0    | —         | —         | —       | —       | —    | —    | —    | —    | 1    | 0    |
| 베스테로스 SK       | 2011      | 수페레탄       | 27   | 0    | —         | —         | —       | —       | —    | —    | —    | —    | 27   | 0    |
| 베스테로스 SK       | 2012      | 디비전 1       | 13   | 0    | —         | —         | —       | —       | —    | —    | —    | —    | 13   | 0    |
| 베스테로스 SK       | 합계      | 합계           | 41   | 0    | —         | —         | —       | —       | —    | —    | —    | —    | 41   | 0    |
| 벤피카 B            | 2012–13   | 세군다리가     | 15   | 0    |           |           |         |         |      |      |      |      | 15   | 0    |
| 벤피카 B            | 2013–14   | 세군다리가     | 33   | 2    |           |           |         |         |      |      |      |      | 33   | 2    |
| 벤피카 B            | 2014–15   | 세군다리가     | 41   | 2    |           |           |         |         |      |      |      |      | 41   | 2    |
| 벤피카 B            | 2015–16   | 세군다리가     | 7    | 0    |           |           |         |         |      |      |      |      | 7    | 0    |
| 벤피카 B            | 합계      | 합계           | 96   | 4    | —         | —         | —       | —       | —    | —    | —    | —    | 96   | 4    |
| 벤피카              | 2013–14   | 프리메이라리가 | 1    | 0    | 1         | 0         |         |         |      |      | —    | —    | 2    | 0    |
| 벤피카              | 2014–15   | 프리메이라리가 | 0    | 0    | 1         | 0         |         |         |      |      |      |      | 1    | 0    |
| 벤피카              | 2015–16   | 프리메이라리가 | 15   | 1    |           |           | 4       | 0       | 4    | 0    |      |      | 23   | 1    |
| 벤피카              | 2016–17   | 프리메이라리가 | 32   | 1    | 4         | 0         | 2       | 0       | 8    | 0    | 1    | 0    | 47   | 1    |
| 벤피카              | 합계      | 합계           | 48   | 2    | 6         | 0         | 6       | 0       | 12   | 0    | 1    | 0    | 73   | 2    |
| 맨체스터 유나이티드 | 2017-18   | 프리미어리그   | 17   | 0    | 3         | 0         | 3       | 0       | 5    | 0    | 1    | 0    | 29   | 0    |
| 맨체스터 유나이티드 | 2018-19   | 프리미어리그   | 30   | 1    | 3         | 0         |         |         | 7    | 0    |      |      | 40   | 1    |
| 맨체스터 유나이티드 | 2019-20   | 프리미어리그   | 35   | 1    | 5         | 0         | 3       | 0       | 4    | 0    |      |      | 47   | 1    |
| 맨체스터 유나이티드 | 2020-21   | 프리미어리그   | 29   | 1    | 3         | 0         | 2       | 0       | 11   | 0    |      |      | 45   | 1    |
| 맨체스터 유나이티드 | 2021-22   | 프리미어리그   | 28   | 0    | 1         | 0         | 1       | 0       | 5    | 0    |      |      | 35   | 0    |
| 맨체스터 유나이티드 | 2022-23   | 프리미어리그   | 20   | 0    | 4         | 0         | 4       | 0       | 7    | 0    |      |      | 35   | 0    |
| 맨체스터 유나이티드 | 2023-24   | 프리미어리그   | 19   | 1    | 3         | 0         | 2       | 0       | 4    | 0    |      |      | 28   | 1    |
| 맨체스터 유나이티드 | 2024-25   | 프리미어리그   | 5    | 0    |           |           | 2       | 0       | 2    | 0    |      |      | 9    | 0    |
| 맨체스터 유나이티드 | 합계      | 합계           | 183  | 4    | 22        | 0         | 17      | 0       | 45   | 0    | 1    | 0    | 268  | 4    |
| 경력 합계           | 경력 합계 | 경력 합계      | 377  | 10   | 29        | 0         | 23      | 0       | 57   | 0    | 2    | 0    | 488  | 10   |

1. ↑  수페르타사 칸디두 드 올리베이라 출전 경기 포함

### 국가대표
2024년 11월 16일 기준
| 국가대표 팀 | 년도 | 출장 | 골 |
| ----------- | ---- | ---- | -- |
| 스웨덴      | 2016 | 11   | 1  |
| 스웨덴      | 2017 | 7    | 0  |
| 스웨덴      | 2018 | 11   | 1  |
| 스웨덴      | 2019 | 4    | 1  |
| 스웨덴      | 2020 | 5    | 0  |
| 스웨덴      | 2021 | 12   | 0  |
| 스웨덴      | 2022 | 6    | 0  |
| 스웨덴      | 2023 | 8    | 0  |
| 스웨덴      | 2024 | 6    | 0  |
| 합계        | 합계 | 70   | 3  |

### 국가대표팀 득점 기록
아래의 점수에서 왼쪽의 점수가 스웨덴의 점수이다.
| #  | 날짜             | 경기장                   | 상대      | 점수 | 최종결과 | 대회                              |
| -- | ---------------- | ------------------------ | --------- | ---- | -------- | --------------------------------- |
| 1. | 2016년 10월 10일 | 프렌즈 아레나, 솔나      | 불가리아  | 3–0  | 3–0      | 2018년 FIFA 월드컵 유럽 지역 예선 |
| 2  | 2018년 11월 20일 | 프렌즈 아레나, 솔나      | 러시아    | 1-0  | 2-0      | 2018-19 네이션스리그 B            |
| 3  | 2019년 9월 5일   | 토르스푈루르, 토르스하운 | 페로 제도 | 3-0  | 4-0      | 유로 2020 예선                    |

## 수상

#### 베스테로스 SK
- 디비전 1 노르드 : 2010

#### SL 벤피카
- 프리메이라리가 : 2013–14, 2015–16, 2016–17
- 타사 데 포르투갈 : 2013-14, 2016-17
- 타사 다 리가 : 2015-16
- 수페르타사 칸디두 데 올리베이라 : 2016

#### 맨체스터 유나이티드 FC
- EFL컵 : 2022-23
- FA컵 : 2023-24

#### 스웨덴
- UEFA U-21 유로 : 2015

### 개인
- UEFA U-21 유로 대회 베스트 : 2015
- UEFA 챔피언스리그 Breakthrough XI: 2016
- 프리메이라리가 올해의 팀 : 2016
- 스웨덴 올해의 선수 : 2018, 2019
- 스웨덴 올해의 수비수 : 2016, 2019, 2020, 2021, 2022, 2023